# Лесковачки привредник
Лесковачки привредник је био недељни лист за трговину, индустрију, занатство и привреду у Лесковцу.

## Историјат
Први број је изашао 1. априла 1928. године. Власник и уредник је био Драгутин Тодоровић, а штампао га је Новоотворени графички завод Соко, а касније Штампарски завод Покрет. Излазио је до марта 1929. године. Укупно су изашла 52 броја. 
Једна од њихових специфичности било је често објављивање приповедака локалних аутора.